# Mirazur
Mirazur é um restaurante em Menton, França, classificado com três estrelas pelo Guia Michelin.
O restaurante é dirigido pelo chef argentino Mauro Colagreco, que já trabalhou com Bernard Loiseau, Alain Passard, Alain Ducasse e Guy Martin. Ele abriu o Mirazur em 2006 aos 29 anos. Ele foi premiado com sua primeira estrela Michelin em um ano, seguido pela segunda estrela em 2012. Em 2019, Colagreco tornou-se o primeiro chef não nascido na França a receber três estrelas na edição francesa do Guia Michelin.

## Prêmios

### Os 50 melhores restaurantes do mundo
Em 2019, o Mirazur foi eleito o melhor restaurante do mundo no Restaurant Top 50. Ficou em 3º lugar em 2018 e 4º em 2017. O Top 50 apresentou Mirazur pela primeira vez em 2009, em 35º lugar, e subiu na lista nos anos seguintes, incluindo um salto de 28º lugar para 11º em 2014.